# Карстън Страуд
Карстън Страуд (на английски: Carsten Stroud) е канадски журналист и писател на бестселъри в жанра криминален роман, трилър и хорър. Пише и под псевдонима Дейвид Стоун (David Stone).

## Биография и творчество
Карстън Страуд е роден на 10 юли 1946 г. в Хъл, Квебек, Канада, в семейството на военнослужещия Казимир Лорънс Страуд и Катрин Аманда Потвин.
В младежките си години става шампион на сърф в Калифорния. Отбива военната си служба във Виетнам като професионален водолаз. Учи в Университета на Гуелф и Университета на Торонто.
След дипломирането си работи в полицията в Торонто по разкриване на велосипедни банди до 1972 г. След това работи като разследващ журналист съвместно със съпругата си Линда Маир във фирмата „Mair, Stroud & Associates, Inc.“ За работата им по разследване на наркотрафик получават награди за журналистика.
Първата му документална книга „The Blue Wall“ е издадена през 1983 г. Следващата му документална книга „Close Pursuit“ става бестселър.
През 1990 г. е издаден първият му трилър „Sniper's Moon“. Книгата е удостоена с наградата „Артър Елис“ за най-добър първи роман. Със същата награда за най-добър роман на годината е удостоена и книгата му „Lizardskin“.
През 2001 г. е публикуван романът му „Никой не умира два пъти“. През 2009 г. Романът е екранизиран в едноименния филм с участието на Карл Ърбан, Айша Тайлър и Британи Сноу.
През 2007 г. е издаден първият му криминален роман „The Echelon Vendetta“ от поредицата „Агент Мика Далтън“ под псевдонима Дейвид Стоун.
От 2012 г. излиза криминалната му хорър поредица „Найсвил“, в която герои са полицийският инспектор Ник Кавана и съпругата му адвокатката Кейт.
Карстън Страуд живее със семейството си в Тъндър Бийч, Онтарио и Дестин, Флорида.

## Произведения

### Като Карстън Страуд

#### Самостоятелни романи
- Sniper's Moon (1990)
- Lizardskin (1992)
- Black Water Transit (2001)
Никой не умира два пъти, изд.: ИК „Бард“, София (2002), прев. Росица Желязкова
- Cuba Strait (2003) – издаден и като „Black Moon“
- Cobraville (2004)

#### Серия „Найсвил“ (Niceville)
1. Niceville (2012)
2. The Homecoming (2013)
3. The Reckoning (2015)

#### Документалистика
- The Blue Wall: Street Cops in Canada (1983)
- Close Pursuit: A Week in the Life of a New York Homicide Cop (1987)
- Contempt of Court: The Betrayal of Justice in Canada (1992)
- Iron Bravo: Hearts, Minds, and Sergeants in the U.S. Army (1995)
- Deadly Force: In the Streets with the U.S. Marshals (1996)

### Като Дейвид Стоун

#### Серия „Агент Мика Далтън“ (Agent Micah Dalton)
1. The Echelon Vendetta (2007)
2. The Orpheus Deception (2008)
3. The Venetian Judgment (2009)
4. The Skorpion Directive (2010)

### Екранизации
- 2009 Black Water Transit